# Wilhelm Schodde
Wilhelm Schodde (* 27. August 1883 in Altona; † 4. Januar 1951 in Lübeck) war ein deutscher Kunstmaler.

## Leben

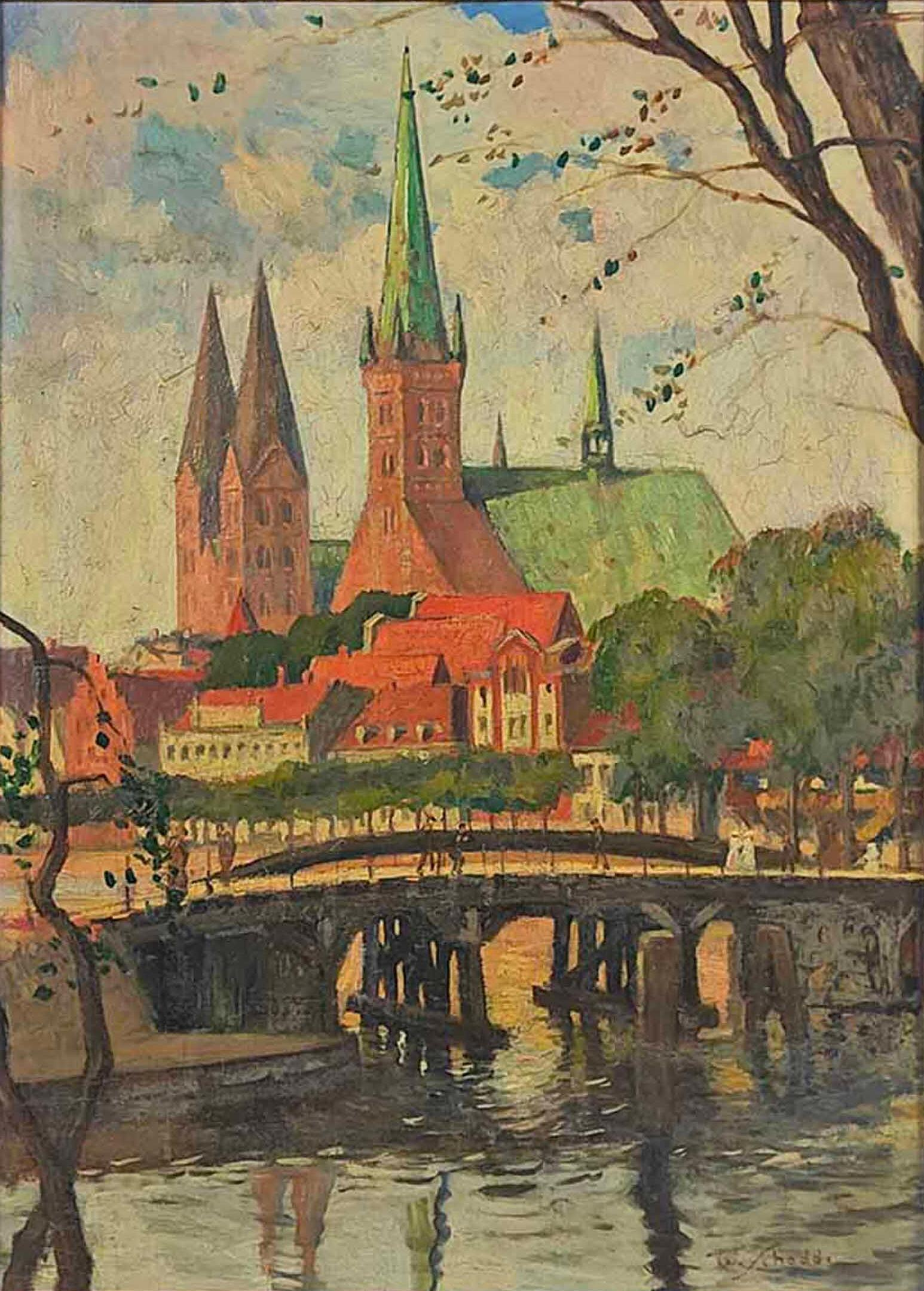
Blick vom Malerwinkel in Lübeck; Öl auf Leinwand

Schodde war zunächst Schüler der Lübecker Kunstschule von Willibald Leo von Lütgendorff-Leinburg. Anschließend studierte er bis 1906 an der Akademie der Künste Kassel. Er ließ sich in Lübeck als Kunstmaler nieder und malte vor allem norddeutsche Ansichten, aber auch Porträts. Für den Nidarosdom in Trondheim fertigte er eine Kopie der Gemälde Hans Kemmers  für den Bergenfahreraltar in der Lübecker Marienkirche an. Seine Lübecker Ansichten hielten das Bild der Stadt vor den Zerstörungen des Luftangriffs auf Lübeck am 29. März 1942 fest und sind somit von dokumentarischem Wert für die Lübecker Stadtbaugeschichte. Die Gemälde Schoddes in der Sammlung des Lübecker Behnhauses wurden in der Zeit nach der Entlassung des Lübecker Museumsdirektors Carl Georg Heise (Ende 1933) in den Jahren 1937–1944 erworben. Seine Bilder wurden bis Mitte der 1970er aus der Präsentation der Sammlungen des Behnhauses ausgeschieden und bereits im Auswahlkatalog des Hauses 1976 nicht mehr verzeichnet. Hintergrund war auch eine verstärkte Konzentration auf entsprechende Lubicensien von Gotthardt Kuehl, Ulrich Hübner und dessen Lübecker Schüler Erich Dummer als einen der Sammlungsschwerpunkte des Behnhauses.

## Werke

### Behnhaus
(zum Teil magaziniert)
- Abbruch der Häuser am Schrangen (Inv.Nr. 1944/243)
- Bildnis Bürgermeister Johann H. Eschenburg (Inv.Nr. 1937/148)
- Bildnis Kunsthändler Nöhring (Inv.Nr. 1944/242)
- Lübecker Hafen (Inv.Nr. 1935/72)
- St. Marien: Senatsstuhl, um 1930  (Inv.Nr. 1944/236)
- St. Marien: nördliches Seitenschiff, um 1930 (Inv.Nr. 1944/237)
- St. Marien: Bürgermeisterkapelle (Inv.Nr. 1944/241)

### Nordfriesland Museum. Nissenhaus Husum
- Porträt Kaiser Wilhelm II.[3]

### Mappen
- (mit Albrecht Bruck): Lübeck: 10 Radierungen Lübeck: Nöhring (1925)
- (mit Albrecht Bruck): Lübeck: 15 Radierungen Lübeck: Nöhring (1925)
- Studien aus Lübeck. 12 Federzeichnungen. Lübeck: Nöhring

## Ausstellungen (unvollständig)
- 1938: Hamburg, Flughafen-Kunsthandlung Wilhelm Tebje (mit Theodor Schultze-Jasmer)